# Ivankiv
Ivankiv (ukrajinsky Іва́нків, rusky Иванков – Ivankov, polsky Iwanków) je městys (ukrajinsky selyšče) v Kyjevské oblasti na Ukrajině. K roku 2021 měl zhruba deset tisíc obyvatel.

## Poloha a doprava
Ivankiv leží na levém, severním břehu Teterivu, pravého přítoku Dněpru. Od Kyjeva je vzdálen přibližně osmdesát kilometrů severozápadně, od Uzavřené zóny Černobylské jaderné elektrárny přibližně pětadvacet kilometrů jižně.

## Dějiny
Ivankiv byl založen v roce 1589. Status městysu má od roku 1940.[zdroj?]
Dříve býval Ivankiv hlavním městem Ivankivského rajónu, ale po administrativně-teritoriální reformě v červenci 2020 byl Ivankivský rajón zrušen a jeho území bylo začleněno do Vyšhorodského rajónu.

### Rodáci
- Viktor Kibenok (1963–1986), hasič černobylské havárie, držitel ocenění Hrdina Sovětského svazu